# Елена Атанасова (просветна деятелка)
 Тази статия е за просветната деятелка Елена Атанасова.  За актрисата вижте Елена Атанасова (актриса).  
Елена Атанасова Ковачева Мангърова е българска просветна деятелка от Македония.

## Биография
Родена е в драмското село Просечен, тогава в Османската империя. Завършва Солунската българска девическа гимназия при Царевна Миладинова. Елена Атанасова е просветителка и поддръжник на македоноодринското освободително движение. Авторка е на спомени. Заради дейността си в подкрепа на македонските българи, Елена Атанасова е осъдена задочно на лишаване от граждански права, конфискуване на имуществото и 5 години затвор в 1947 година от гръцкия съд в Солун.

- Бележка за живота на родителите на Елена Атанасова, източник ДА „Архиви“
- Биография на бащата на Елена – Атанас Костадинов Ковачев, източник ДА „Архиви“
- Биография на бащата на Елена – Атанас Костадинов Ковачев и бележки за живота на Елена, източник ДА „Архиви“